# 광시 대학
광시 대학(广西大学)은 중화인민공화국 광시 좡족 자치구 난닝시에 있는 성립 공립 대학이다. 광시 좡족 자치구와 제휴하고 있으며, 지역 정부와 중화인민공화국 교육부가 공동으로 자금을 지원한다. 이 대학은 211 공정과 쌍일류의 일부이다.
이 대학은 20세기 중반 동안 교수진, 학생, 자원이 20개 이상의 대학과 학과를 설립하는 데 기여하여 중국 중부 및 서남부 지역의 고등 교육을 개척하는 데 도움을 주었다. 이 대학은 27개의 단과대학 및 학과와 98개의 학부 전공에서 학사, 석사, 박사 학위를 수여한다.
1928년에 설립된 이 대학은 1950년대 국가 교육 개혁 중에 해체되었다. 학과들은 당시 우한 대학, 당시 중산 대학, 당시 광시 사범 대학을 포함한 수많은 다른 기관을 설립하거나 강화하기 위해 중국 전역으로 이전되었다.

## 역사

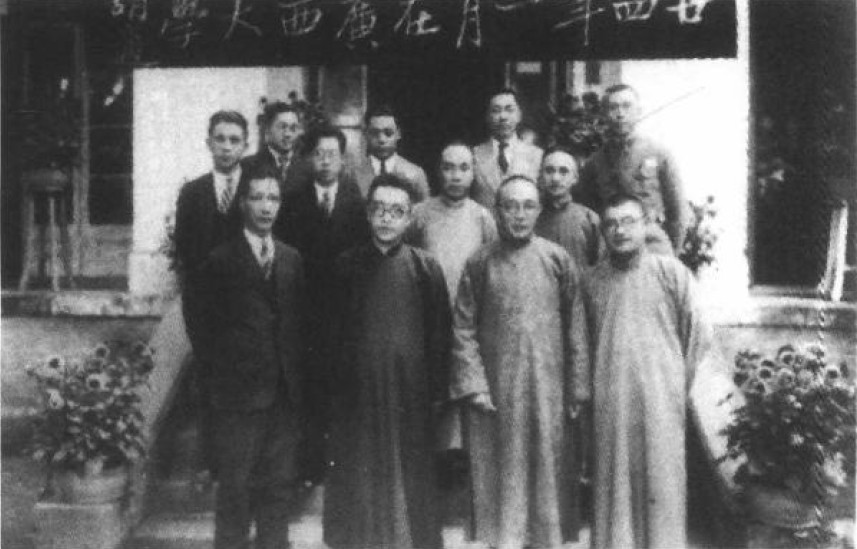
저명한 중국 철학자이자 교육자 후스와 친구들이 1935년 광시 대학 캠퍼스에서

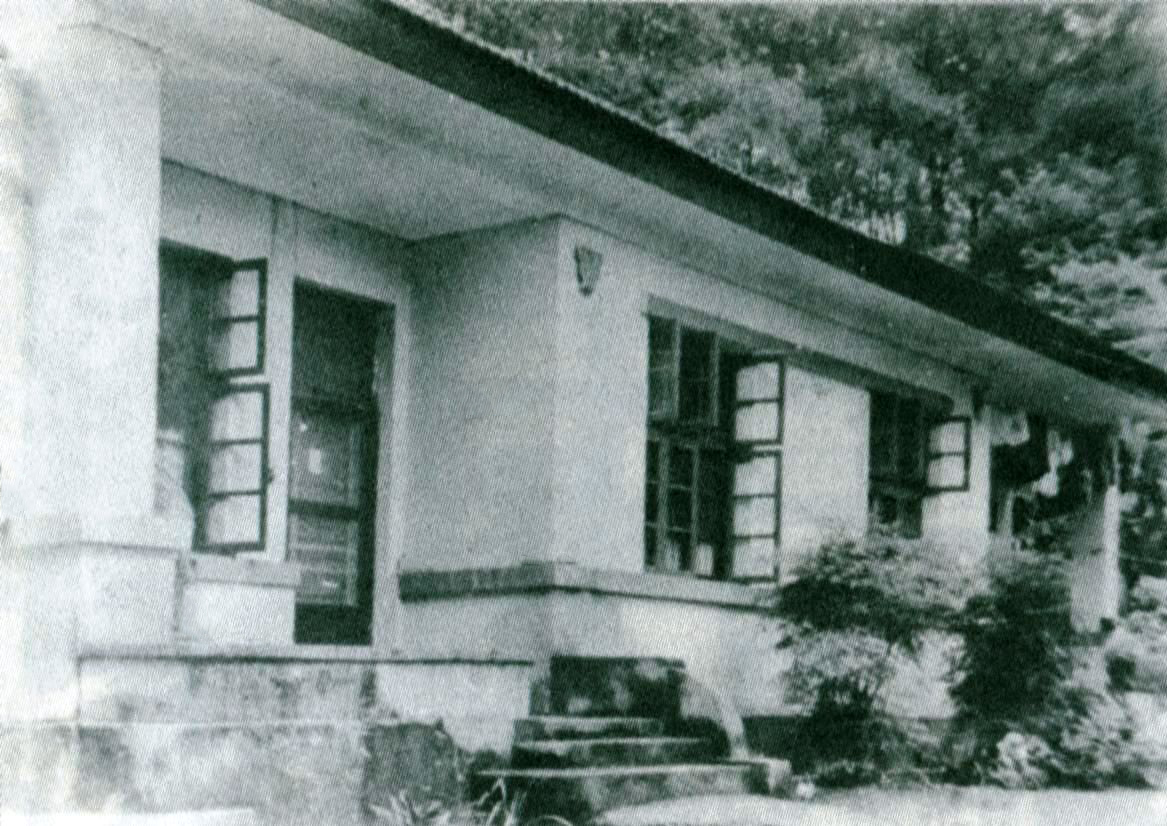
1952년 광시 대학 구이린 캠퍼스의 과학 박물관 건물

### 설립 및 재편 (1928–1938)
일찍이 1925년부터 광시성 정부는 광시 대학을 설립하기 위한 계획을 수립하기 시작했다. 1927년 겨울, 당국은 광시 구이린 출신의 과학자이자 교육자인 마준우를 고향으로 초청하여 성 최초의 현대 대학을 설립하는 데 도움을 주도록 했다. 1928년 10월, 광시 대학은 우저우시 허시구의 나비산에 설립되었다.
광시와 이웃한 구이저우 지역의 무력 충돌로 인해 1929년부터 1931년까지 대학 운영이 잠시 중단되었다.
1932년, 성 정부는 광시 구이린에 독립적인 사범 학교인 광시성 사범 대학을 설립했다. 그러나 1936년, 정부는 고등 교육 기관을 재편했다. 사범 대학은 광시 대학으로 합병되어 문학과 법학 대학의 일부가 되도록 명령받았다. 대학은 또한 광시성 의과 대학을 흡수하여 광시 대학 의과 대학이 되었다. 그러나 당국은 대학을 과학 및 공학 학부와 분리했고, 이들은 통합되어 독립적인 광시 과학 기술 대학이 되었다. 이러한 인수 및 매각을 통해 광시 대학은 광시 전역의 많은 고등 교육 기관 발전에 영향을 미쳤으며, 이는 1950년대 교육 재편 동안에도 유지될 역할이었다.
1936년 광시 대학은 구이린시의 캠퍼스로 이전했다. 그곳에서 대학은 식물학 연구소, 여러 농업 연구 시설, 그리고 경제 연구소를 설립했다.

### 국립 광시 대학 및 전쟁 이전 (1939–1952)
1939년, 국민정부는 공학과 농업을 포함한 여러 학부를 추가하여 대학을 확장했다. 그 결과, 대학은 국립 광시 대학으로 이름이 변경되었다. 40년대와 50년대는 새로 명명된 대학이 "큰 공헌과 희생"을 한 어려운 시기임이 입증되었으며, 동시에 중국 중부 및 서남부 지역의 고등 교육 확립 노력에 기여하면서 현대적인 정체성과 영향력을 확립했다.
1940년대 중반, 1931년 중국 동북부의 일본의 만주 침공으로 시작된 중일 전쟁은 중국 남부에 도달했다. 1944년 여름, 임박한 일본의 광시 침공으로 국립 광시 대학은 구이린 캠퍼스를 대피하고 남쪽으로 룽현으로 이동해야 했다. 대학은 8개의 회의실에서 수업을 시작했다. 11월까지 인근 도시인 류저우시는 전시 준비를 시작했다. 대학은 광시를 완전히 떠나 이웃한 구이저우성으로 두 번째로 이전해야 했다.
이 임시 이전 기간 동안 대학은 좡족과 먀오족을 포함한 광시 및 구이저우성 서남부의 인근 소수 민족 인구에 특별히 초점을 맞춰 교육 사명을 계속하기로 결정했다. 룽현에 정박해 있는 동안 교수진은 지역 농부들에게 농업에 대해 강의했으며, 대학은 농업, 법학, 경영학 대학에 소수 민족 학생 그룹을 모집했다.
1945년 9월 일본의 항복과 함께 국립 광시 대학은 본국으로 돌아와 류저우의 리장 강변 캠퍼스에 임시 거주했다. 1946년 초, 학생회는 대학을 우저우의 나비산에 있는 원래 캠퍼스로 되돌리는 운동을 시작했다. 이어서 1946년 9월, 국립 광시 대학은 구이린으로 돌아갔다.
1950년대는 다른 기관들의 여러 인수로 시작되었다. 1950년에 국립 난닝 사범 대학이 대학에 합병되어 광시 대학 사범 대학이 되었다. 1951년에는 성립 시강 대학의 학부 프로그램이 흡수되었다. 대학은 1952년에 독립적이지만 광시 대학과 제휴한 광시 농업 대학을 설립했다.
1952년 초, 마오쩌둥 주석은 친히 중국 서예로 "광시 대학"이라는 이름을 새겼다. 대학은 오늘날에도 이 이름과 그의 서예를 계속 사용하고 있다.

### 새로운 대학 설립 지원을 위한 축소 및 운영 중단 (1953–1958)
1953년은 광시 대학의 재편, 해체, 그리고 최종적인 운영 중단 기간의 시작을 알렸다. 그 해, 신생 중화인민공화국은 새로운 단과대학과 대학 설립을 통해 고등 교육에 대한 접근성을 확대하려는 목표로 국가적 규모로 중국 고등 교육 기관의 전례 없는 재편을 시작했다.
포괄적인 학과, 대규모 학생 수, 광범위한 자료를 갖춘 비교적 잘 개발된 대학으로서 광시 대학은 이 국가 프로젝트를 지원하기 위해 상당 부분의 자원을 희생해야 했다. 재배치 과정에서 광시 대학의 교수진, 학생, 장비의 상당 부분이 중국 중부 및 서남부 지역에 새로 설립된 19개 기관으로 보내졌다. 그 결과 대학은 크게 축소되었다.
1953년 10월 17일, 역사, 외국어, 물리, 화학, 수학 학과의 교수 53명과 사범 대학의 교수 및 강사 256명이 대학에서 분리되어 새로운 광시 사범 대학(현재 광시 사범 대학)을 구성했다. 이어서 광시 대학의 대부분의 학과가 이전되었다. 대학은 중국에서 가장 오래된 학과 중 하나였던 기계공학 학과와 전기공학 학과를 포기했다. 이 두 학과의 교수진, 학생, 자원은 새로 설립된 화중 공업 기술 연구소(현재 화중 과학 기술 대학) 및 다른 기관으로 재배치되었다. 대학은 화학공학 학과를 화남 이공대학으로, 높이 평가받던 토목공학 학과를 중남 토목 공학 연구소(현재 후난 대학)로 이전했다. 광산 및 야금학과는 중난 대학으로 보내졌다. 농업 학과는 후베이성으로 이전되어 화중 농업 대학으로 이름이 변경되었다. 우한 대학과 중산 대학은 여러 학과의 인력과 자원을 분할했다.
대부분의 교수진과 학생을 희생한 광시 대학의 잔여 부분은 운영을 중단했다. 고갈된 대학은 교수진과 학생 수를 재건할 때까지 1958년까지 휴면 상태에 들어갔다.
| 수혜 기관명                                  | 도시   | 성     | 이전된 광시 대학 학과명                                                  |
| -------------------------------------------- | ------ | ------ | ------------------------------------------------------------------------ |
| 중남 광산 및 야금 연구소 (현재 중난 대학)    | 창사   | 후난   | 화학, 광산 및 야금, 수학, 물리                                           |
| 중남 토목 공학 및 건축 대학 (현재 후난 대학) | 창사   | 후난   | 토목공학                                                                 |
| 중남 정치 법학 대학 (현재 중남 재경정법대학) | 우한   | 후베이 | 법학                                                                     |
| 광시 사범 대학 (현재 광시 사범 대학)         | 난양   | 광시   | 중국어, 교육, 외국어, 역사, 사범 교육                                    |
| 화중 농업 대학 (현재 화중 농업 대학)         | 우한   | 후베이 | 농업, 축산                                                               |
| 화중 이공 대학 (현재 화중 과학 기술 대학)    | 우한   | 후베이 | 기계공학                                                                 |
| 화중 사범 대학 (현재 화중 사범 대학)         | 우한   | 후베이 | 생물학                                                                   |
| 후난 농업 대학 (현재 후난 농업 대학)         | 창사   | 후난   | 수의학                                                                   |
| 허난 농업 대학 (현재 허난 농업 대학)         | 정저우 | 허난   | 살충제 연구                                                              |
| 장시 농업 대학 (현재 장시 농업 대학)         | 난창   | 장시   | 수의학                                                                   |
| 난창 대학                                    | 난창   | 장시   | 외국어 (러시아어 학부)                                                   |
| 화남 농업 대학 (현재 화남 농업 대학)         | 광저우 | 광둥   | 기계공학 (원예학부)                                                      |
| 화남 공업 기술 연구소 (현재 화남 이공대학)   | 광저우 | 광둥   | 화학공학, 기계공학                                                       |
| 중산 대학                                    | 광저우 | 광둥   | 중국어, 교육, 외국어, 역사, 사범 교육                                    |
| 우한 대학                                    | 우한   | 허베이 | 회계 및 은행, 화학, 토목공학, 경제학, 외국어 (러시아어 학부), 수학, 물리 |
| 중남 연구소                                  | 우한   | 후베이 | 생물학                                                                   |
| 중남 재경 대학                               | 우한   | 후베이 | 회계 및 은행, 경제학                                                     |

### 재건 및 복원 (1958–1999)
1958년, 중화인민공화국 국무원은 난닝의 새 캠퍼스에 광시 대학을 재건하고 재개장하는 계획을 승인했다. 첫 단계는 공학 학과를 재건하는 것이었다. 1961년, 광시 대학은 광시 공업 기술 연구소와 광시 과학 기술 대학을 흡수했다. 아이러니하게도 후자 대학은 20년 전 광시 대학에서 분리되었던 이전 공학 학과들로 구성되어 있었다. 대학은 1962년에 광시 임업 대학을 흡수하여 대학 내 새로운 농업 대학의 기반이 되었다.
1970년, 광시 노동 대학은 광시 대학과 제휴한 별도의 기관인 광시 농업 대학에 합병되었다. 이전 대학은 나중에 광시 농업 대학으로 이름을 변경했다.
1978년, 광시 대학은 첫 번째 석사 학위를 수여했다.
1997년 3월, 교육부는 광시 농업 대학과 광시 대학의 합병을 승인하여, 이전에 고갈되었던 농업 학과를 크게 강화했다.
1998년, 대학은 첫 번째 박사 학위를 수여했으며, 세 개의 추가 박사 프로그램을 설립하는 것을 승인받았다.
1999년, 광시 대학은 211 공정에 참여할 대학으로 선정되었다. 211 공정은 선별된 신흥 대학들의 연구 수준과 교수진 채용 자원을 높이기 위한 국가적 이니셔티브였다.

### 21세기
211 공정의 정부 자금 증가로 인한 대학 전반의 개선과 광시 농업 대학의 흡수로 주요 농업 학과가 강화되면서 광시 대학은 21세기에 접어들었다.
2001년, 광시 대학과 화남 이공대학 (1953년 광시 대학의 화학공학 학과를 받은 바 있음)은 광시 대학의 혁신을 지원하기 위한 파트너십 협정을 체결했다.
2004년, 교육부는 광시 대학이 소수 민족을 위한 새로운 대학을 광시에 설립하는 것을 승인했다.
2006년 12월, 광시 대학과 수안 두싯 대학교는 태국 수판부리에 공자학원을 공동 설립했다. 2007년 9월, 광시 대학은 국제 교육 학원을 설립하여 대학 프로그램에 국제 학생을 등록하고 관리하며, 외국어로서의 중국어를 가르치고, 국제 협력 파트너십과 대학의 해외 공자학원을 관리한다.

## 단과대학 및 학과

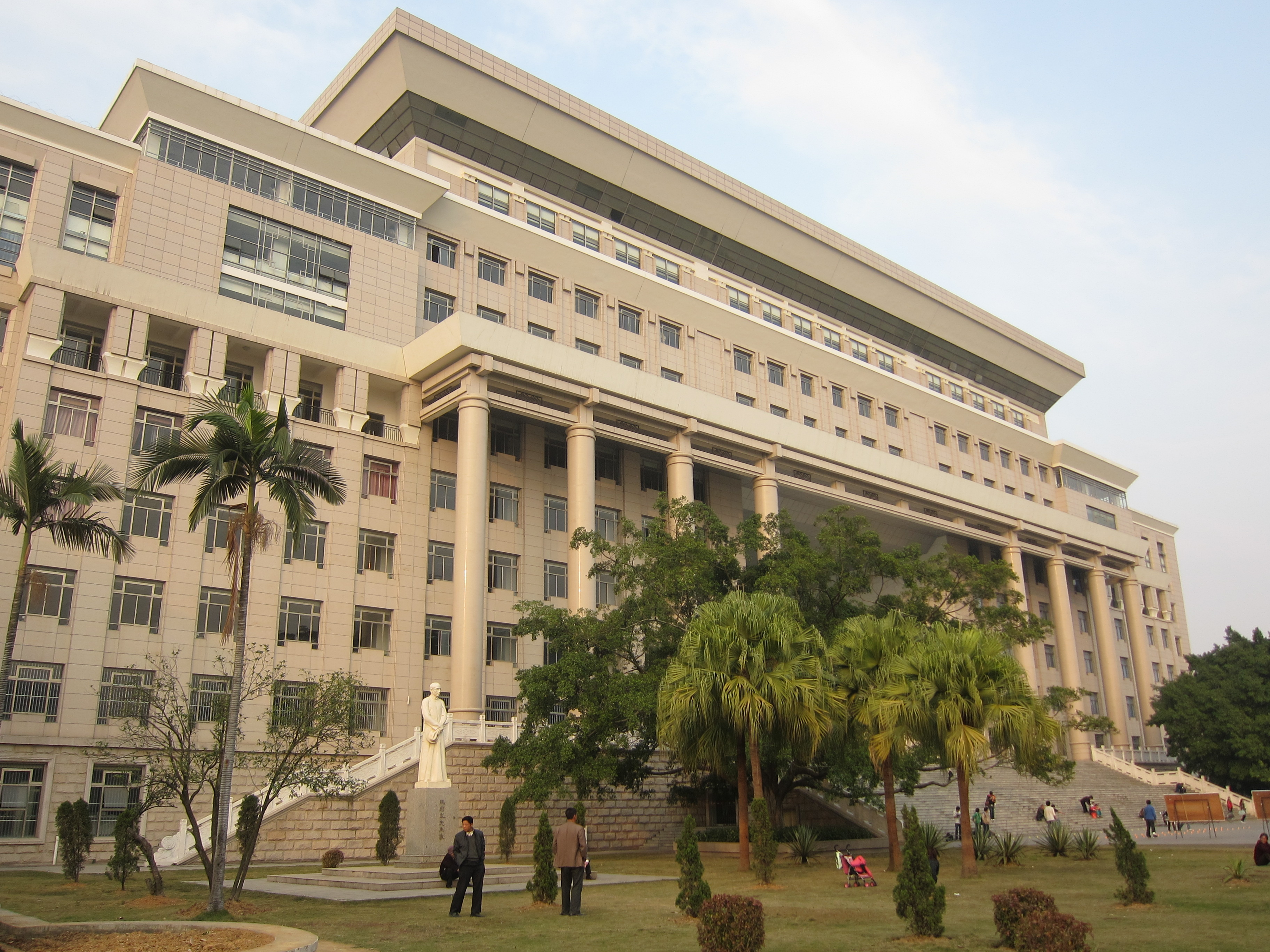
광시 대학의 학술 건물

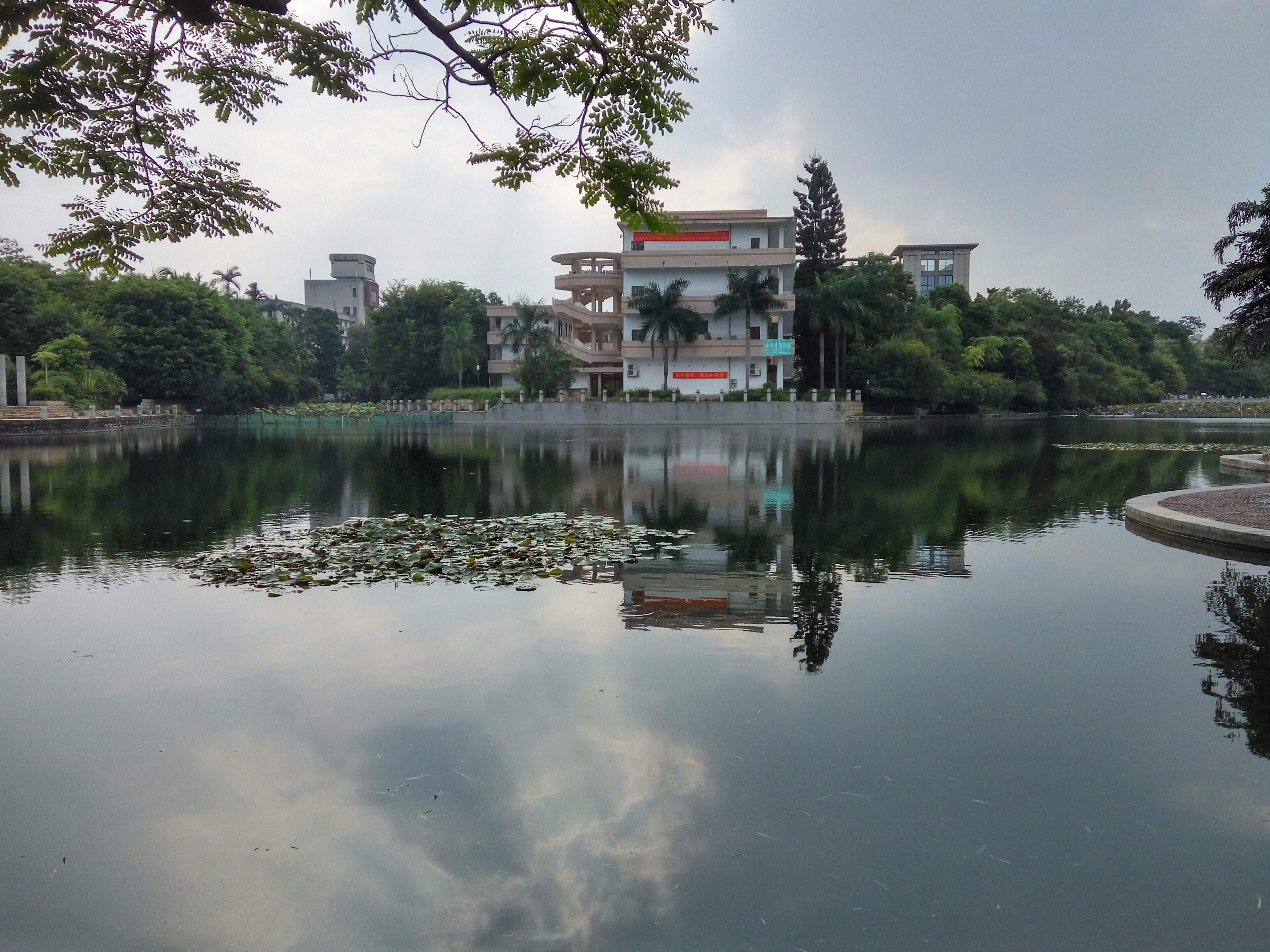
광시 대학 캠퍼스에 있는 비윈 호수

광시 대학에는 26개의 단과대학 및 학과가 있다:
- 기계공학 대학
- 전기공학 대학
- 토목공학 및 건축 대학
- 화학 및 화학공학 대학
- 자원, 환경 및 재료 대학
- 경공업 및 식품공학 대학
- 컴퓨터, 전자 및 정보 대학
- 해양 과학 대학
- 생명 과학 및 기술 대학
- 농업 대학
- 동물 과학 및 기술 대학
- 임업 대학
- 수학 및 정보 과학 대학
- 물리 과학 및 기술 대학
- 문과 대학
- 언론 및 통신 대학
- 외국어 대학
- 예술 대학
- 공공 정책 및 관리 대학
- 경영 대학
- 법학 대학
- 마르크스주의 학원
- 체육 대학
- 국제 대학
- 평생 교육 대학
- 의과 대학

## 순위 및 명성

### 일반 순위
광시 대학은 광시 좡족 자치구에서 consistently하게 최고로 평가받으며, 광둥성 외의 화난 지역에서 높은 순위를 기록하는 대학 중 하나이며, 전국적으로 상위 100위권에 든다. 2025년 기준, 광시 대학은 세계 대학 과학 논문 성과 순위에서 전 세계 393위, 학술 성과에 따른 대학 순위 (URAP)에서 전 세계 288위에 랭크되었다.| ARWU_W_year = 2019 | ARWU_W_ref = 
| THE_W_year = 2020 | THE_W_ref = 
| QS_W_year = 2020 | QS_W_ref = 
| USNWR_W_year = 2020 | USNWR_W_ref = 
| CWTS_W_year = 2019 | CWTS_W_ref = 
}}

세계 대학 학술 랭킹, 일명 상하이 랭킹,은 광시 대학을 세계 상위 301-400위에 랭크했다.
일반적으로 광시 대학은 세계 대학 학술 랭킹 및 CWTS 라이덴 랭킹을 포함한 여러 주요 국제 대학 순위에서 세계 상위 500위권 대학으로 평가되었다.

### 연구 및 학과 순위
2024년 기준, CWTS 라이덴 랭킹은 2019년에서 2022년 기간 동안의 출판물에 기반하여 광시 대학을 전 세계 271위로 평가했다. 네이처 리서치의 네이처 인덱스 2025년 연간 표는 광시 대학을 자연 과학 분야의 고품질 연구 출판물에서 전 세계 상위 250위권 대학 중 하나로 평가했다. U.S. 뉴스 & 월드 리포트는 광시 대학을 공학 분야에서 세계 상위 400위권 최고의 글로벌 대학 중 하나로 평가했다.

## 연구소
- 중국-아세안 연구소

## 같이 보기
- 광시 사범 대학, 한때 광시 대학 문과 학원